# 徐蔚 (教育家)
徐蔚（?—?）字毓生，天津人，清末民初教育家。

## 生平
徐蔚是清朝贡生。1902年，天津民立第一小学堂成立。该学堂成立初期，未设行政机构，主要负责人有陈宝泉、林钧升、刘宝和、徐蔚（字毓生）等人。
光緒二十九年八月二十八日（1903年），二十名學生被派赴日本弘文速成師范學習。这批学生自天津启程前，袁世凱於八月二十二日接見了这批学生。这批学生中，胡家祺、劉寶慈、陳恩榮、李金藻、劉寶和、徐蔚、陳寶泉、鄭炳勛、華澤沅、俞明謙等10人為天津人。光緒三十年七月十一日（1904年），这批学生回到天津。 
清朝末年，袁世凯下台后，徐毓生随袁世凯赴河南任家塾教师。其间，他同林墨青、严修等人书信往来不断，商议各种教育、实业等方面事情。
中华民国成立后，袁世凯任大总统，徐毓生继续在总统府内教读。